# Nairo Quintana
Nairo Alexander Quintana Rojas (ur. 4 lutego 1990 w Cómbita, Boyacá) – kolumbijski kolarz szosowy.
Quintana jest góralem, radzi sobie dobrze na wyścigach etapowych – wygrał między innymi Giro d’Italia i Vuelta a España.
W sierpniu 2022 Międzynarodowa Unia Kolarska ogłosiła, iż Quintana został wykreślony z wyników Tour de France 2022 w wyniku naruszenia przepisów medycznych UCI poprzez stosowanie w trakcie rywalizacji tramadolu (substancję i jej pochodne wykryto w pobranych od niego w czasie wyścigu dwóch próbkach).

## Najważniejsze osiągnięcia
2009
- 1. miejsce w mistrzostwach Kolumbii do lat 23 (jazda ind. na czas)

2010
- 1. miejsce w Tour de l’Avenir
  - 1. miejsce na 6. i 7. etapie

2011
- 1. miejsce w klasyfikacji górskiej Volta Ciclista a Catalunya

2012
- 1. miejsce w Vuelta a Murcia
  - 1. miejsce na 1. etapie
- 1. miejsce na 6. etapie Critérium du Dauphiné
- 1. miejsce w Route du Sud
  - 1. miejsce na 3. etapie
- 1. miejsce w Giro dell’Emilia

2013
- 1. miejsce w Vuelta al País Vasco
  -  1. miejsce w klasyfikacji punktowej
  - 1. miejsce na 4. etapie
- 1. miejsce w Vuelta a Burgos
  - 1. miejsce na 5. etapie
- 2. miejsce w Tour de France
  -  1. miejsce w klasyfikacji górskiej
  -  1. miejsce w klasyfikacji młodzieżowej
  - 1. miejsce na 20. etapie
- 4. miejsce w Volta a Catalunya
  - 1. miejsce na 3. etapie

2014
- 1. miejsce w Tour de San Luis
  - 1. miejsce na 4. etapie
- 2. miejsce w Tirreno-Adriático
  -  1. miejsce w klasyfikacji młodzieżowej
- 5. miejsce w Volta a Catalunya
- 1. miejsce w Giro d’Italia
  -  1. miejsce w klasyfikacji młodzieżowej
  - 1. miejsce na 16. i 19. (jazda ind. na czas) etapie
- 1. miejsce w Vuelta a Burgos
  - 1. miejsce na 3. etapie

2015
- 3. miejsce w Tour de San Luis
- 1. miejsce w Tirreno-Adriático
  -  1. miejsce w klasyfikacji młodzieżowej
  - 1. miejsce na 5. etapie
- 4. miejsce w Vuelta al País Vasco
- 8. miejsce w Tour de Romandie
- 2. miejsce w Route du Sud
- 2. miejsce w Tour de France
  -  1. miejsce w klasyfikacji młodzieżowej
- 4. miejsce w Vuelta a España

2016
- 3. miejsce w Tour de San Luis
- 1. miejsce w Volta Ciclista a Catalunya
- 3. miejsce w Vuelta al País Vasco
- 1. miejsce w Tour de Romandie
  - 1. miejsce na 2. etapie
- 1. miejsce w Route du Sud
- 1. miejsce w Vuelta a España
  -  1. miejsce w klasyfikacji kombinowanej
  - 1. miejsce na 10. etapie

2017
- 1. miejsce w Tirreno-Adriático
  - 1. miejsce na 4. etapie
- 2. miejsce w Vuelta a Asturias
  - 1. miejsce na 2. etapie
- 2. miejsce w Giro d’Italia
  - 1. miejsce na 9. etapie

2018
- 2. miejsce w Volta Ciclista a Catalunya
- 10. miejsce w Tour de France
  - 1. miejsce na 17. etapie
- 3. miejsce w Tour de Suisse
  - 1. miejsce na 7. etapie
- 8. miejsce w Vuelta a España

2019
- 1. miejsce na 6. etapie Tour Colombia
- 2. miejsce w Paryż-Nicea
- 9. miejsce w Critérium du Dauphiné
- 8. miejsce w Tour de France
  - 1. miejsce na 18. etapie
- 1. miejsce na 2. etapie Vuelta a España[2]

2020
- 1. miejsce w Tour de La Provence
  - 1. miejsce na 3. etapie
- 1. miejsce w Tour des Alpes-Maritimes et du Var
  - 1. miejsce w klasyfikacji punktowej
  - 1. miejsce na 2. etapie
- 6. miejsce w Paryż-Nicea
  - 1. miejsce na 7. etapie

2021
- 1. miejsce w Vuelta a Asturias
  - 1. miejsce w klasyfikacji punktowej
  - 1. miejsce na 1. etapie

2022
- 1. miejsce w Tour de La Provence
  - 1. miejsce w klasyfikacji górskiej
  - 1. miejsce na 3. etapie
- 1. miejsce w Tour des Alpes-Maritimes et du Var
  - 1. miejsce w klasyfikacji punktowej
  - 1. miejsce w klasyfikacji górskiej
  - 1. miejsce na 3. etapie

## Starty w wielkich tourach
| Grand Tour      | 2012 | 2013 | 2014 | 2015 | 2016 | 2017 | 2018 | 2019 |
| --------------- | ---- | ---- | ---- | ---- | ---- | ---- | ---- | ---- |
| Giro d’Italia   | –    | –    | 1    | –    | –    | 2    | –    | –    |
| Tour de France  | –    | 2    | –    | 2    | 3    | 12   | 10   | 8    |
| Vuelta a España | 36   | –    | DNF  | 4    | 1    | -    | 8    |      |

## Rankingi
| Rok              | 2009 | 2010 | 2011 | 2012 | 2013 | 2014 | 2015 | 2016 | 2017 | 2018 | 2019 | 2020 | 2021 | 2022 | 2023  | 2024 |
| ---------------- | ---- | ---- | ---- | ---- | ---- | ---- | ---- | ---- | ---- | ---- | ---- | ---- | ---- | ---- | ----- | ---- |
| UCI World Tour   |      |      |      | 176. | 8.   | 6.   | 3.   | 2.   | 13.  | 22.  |      |      |      |      |       |      |
| World Ranking    |      |      |      |      |      |      |      | 4.   | 13.  | 26.  | 21.  | 43.  | 64.  | 63.  | 1002. | 323. |
| UCI Europe Tour  | 790. | 251. | -    |      |      |      |      | 273. | 80.  | 939. |      |      |      |      |       |      |
| UCI America Tour | -    | -    | -    |      |      |      |      | 45.  | -    | 34.  | 2.   | 5.   | 6.   | 7.   | -     | 32.  |
|                  |      |      |      |      |      |      |      |      |      |      |      |      |      |      |       |      |
| Źródło: UCI      |      |      |      |      |      |      |      |      |      |      |      |      |      |      |       |      |

## Odznaczenia
- 2013  Komandor Orderu Boyacá[3]